# Uloborus penicillatoides
Uloborus penicillatoides är en spindelart som beskrevs av Xie et al. 1997. Uloborus penicillatoides ingår i släktet Uloborus och familjen krusnätsspindlar. Inga underarter finns listade i Catalogue of Life.